# Karl Lilgenau
Karl Klement von Lilgenau, též Karel svobodný pán z Lilgenau (4. ledna 1857 Řezno – 21. prosince 1924 Lnáře), byl rakouský šlechtic a politik z Čech, na konci 19. století poslanec Říšské rady.

## Biografie
Vystudoval univerzitu a techniku v Mnichově a Hohenheimu, pak hospodářskou a lesnickou vysokou školu v Hohenheimu. Prodělal vojenskou službu. Byl poručíkem zeměbrany. Působil jako velkostatkář. Patřil mu statek Lnáře a Životice, od roku 1889 Starý Smolivec. Velkostatek Lnáře převzal roku 1880. Rozšířil zdejší hospodářství na výměru 6120 hektarů.
V doplňovacích volbách v září 1892 byl zvolen na Český zemský sněm za kurii velkostatkářskou, nesvěřenecké velkostatky.
Byl i poslancem Říšské rady (celostátního parlamentu Předlitavska), kam usedl v doplňovacích volbách roku 1895 za kurii velkostatkářskou v Čechách. Nastoupil 27. dubna 1895 místo Ludwiga Oppenheimera. Mandát zde obhájil ve volbách roku 1897. Do parlamentu se vrátil v doplňovacích volbách roku 1901. Nastoupil 4. listopadu 1901 místo Ludvíka Egberta Belcrediho. Ve volebním období 1891–1897 se uvádí jako svobodný pán Karl von Lilgenau, statkář, bytem Lnáře (Schlüsselburg).
Po volbách roku 1897 je uváděn jako konzervativní velkostatkář (tzv. Strana konzervativního velkostatku, která podporovala české státní právo). V květnu 1906 se uvádí jako jeden z 15 členů poslaneckého Klubu českého konzervativního velkostatku (Gruppe der Abgeordneter des böhmischen konservativen Großgrundbesitzes).
Z manželství se svobodnou paní Helenou von Kutschera (1870–1947) měl dva syny a tři dcery.